# Suatu
Suatu (Hongaars: Magyarszovát) is een gemeente in Cluj. Suatu ligt in de regio Transsylvanië, in het westen van Roemenië. De gemeente bestaat uit drie dorpen: Aruncuta (Aranykút), Dâmburile (Dombokfalva) en Suatu.

## Bevolking
In 1992 gaf 66% zich als Hongaar op bij de volkstelling.
In 2011 had de gemeente 1737 inwoners waaronder 837 Hongaren (49%), 688 Roemenen (40%) en 164 Roma (9%). 
De Hongaren wonen alle in het hoofddorp en vormen hier een ruime meerderheid van de bevolking.
Steden met gemeentestatus: Cluj-Napoca · Turda · Câmpia Turzii · Dej · Gherla

Stad zonder gemeentestatus: Huedin

Gemeenten: Aghireșu · Aiton · Aluniș · Apahida · Așchileu Mare · Baciu · Băișoara · Beliș · Bobâlna · Bonțida · Borșa · Buza · Căianu · Călățele · Cămărașu · Căpușu Mare · Cășeiu · Cătina · Câțcău · Ceanu Mare · Chinteni · Chiuiești · Ciucea · Ciurila · Cojocna · Cornești · Cuzdrioara · Dăbâca · Feleacu · Fizeșu Gherlii · Florești · Frata · Gârbău · Geaca · Gilău · Iara · Iclod · Izvoru Crișului · Jichișu de Jos · Jucu · Luna · Măguri-Răcătău · Mănăstireni · Mărgău · Mărișel · Mica · Mihai Viteazu · Mintiu Gherlii · Mociu · Moldovenești · Negreni · Pălatca · Panticeu · Petreștii de Jos · Ploscoș · Poieni · Râșca · Recea-Cristur · Săcuieu · Săndulești · Săvădisla · Sânncraiu · Sânmartin · Sânpaul · Someșeni · Sic · Suatu · Tritenii de Jos · Tureni · Țaga · Unguraș · Vad · Valea Ierii · Viișoara · Vultureni